# Дивљи анђели (филм из 1966)
The Wild Angels је амерички независни филм из 1966 . године у продукцији и режији Роџера Кормана. Направљен на локацији у Јужној Калифорнији, The Wild Angels је био први филм који је повезао глумца Питера Фонду са Харли-Дејвидсон мотоциклима и контракултуром из 1960-их. Инспирисао је жанр бајкерског филма који се наставио до раних 1970-их.
The Wild Angels, које је дистрибуирала америчка продукцијска кућа American International Pictures (АИП), прати Фондин лик, председника измишљеног огранка Анђела Пакла из Сан Педра у Калифорнији, по имену "Heavenly Blues" (или само "Blues"). Уз њега глуми Ненси Синатра као његова девојка Мајк, Брус Дерн као осуђени одметник познат као "The Loser", док је Дернова тадашња супруга, Дајана Лад, играла улогу његове супруге Гејш.
У мањим споредним улогама појављују се Мајкл Џ. Полард и Гејл Ханикат, а према промотивним материјалима филма, учествовали су и чланови Анђела пакла из Веница у Калифорнији. Такође, чланови мото-клуба Coffin Cheaters су се појавили у филму.
Године 1967. AIP је наставио са филмовима Devil's Angels, The Glory Stompers са Денисом Хопером и The Born Losers.

## Радња
"Heavenly Blues" је вођа мотоциклистичке банде Анђели из Сан Педра, Калифорнија. Његов најбољи пријатељ је Лузер (или The Loser). Лузеру украду мотор, а између проводâ испуњених сексом, дрогом, рокенролом, алкохолом, гласним звуком Харли чопера, ударањем у бонго бубњеве и тучама, Angels одлазе у пустињски град Мека, у Калифорнији, да га пронађу. Један од чланова банде у једној гаражи проналази папучицу кочнице, тврдећи да је део Лузеровог мотора. Гаража припада мексичкој групи, што доводи до туче у којој Angels наизглед побеђују. Међутим, полиција стиже и они беже, али Лузер се одваја од групе и остаје иза. Он краде полицијски мотор, али га један од полицајаца пуца у леђа, због чега завршава у болници.
Блус предводи мању групу Angels у покушају да кришом изведу Лузера из болнице. Медицинска сестра чује буку и улази у собу. Један од чланова банде је напада, али га Блус зауставља. Пошто је видела Блуса, сестра касније даје његов опис полицији. Angels одводе Лузера у бајкерски бар и скровиште којим управља њихова пријатељица Мама, али без адекватне медицинске неге, он умире.
Чланови банде фалсификују Лузерову умрлицу и организују црквену сахрану у његовом родном селу, Секвоја Гроуву. У цркву уносе његов ковчег, прекривен нацистичком заставом.
Свештеник започиње опело, али како је његов говор пун празних, уобичајених фраза, то изнервира Блуса, који га прекида. Angels одлучују да одрже забаву у цркви, пијући, плешући и дивљајући, уништавајући инвентар. Извлаче Лузера из ковчега, поседају га као "почасног госта" и стављају му џоинт у уста. Претуку и везују свештеника, а затим га стављају у ковчег. Гејш, Лузерова девојка, бива дрогирана и силована од стране неколико чланова банде. Блус има секс са Мамом, док Мајк, његову девојку, љуби други бајкер, све док их Блус не прекине и ошамари је. Потом окупља банду и каже да је време да сахране Лузера.
Angels се у поворци крећу ка гробљу у Секвоја Гроуву, где их испред капије дочекују мештани, што доводи до нове туче. У позадини се чују полицијске сирене. Сви се разбеже, бајкери седају на моторе, а Мајк моли Блуса да пође са њом. Он је тера да оде са другим чланом банде, остајући сам на гробљу. Полако, почиње да баца земљу у отворену раку, сахрањујући свог пријатеља Лузера.

## Улоге
- Питер Фонда као "Heavenly Blues"

- Ненси Синатра као "Mike"

- Брус Дерн као Џо "Лузер" Кернс
- Дајана Лад као "Гејш"
- Бак Тејлор као "Dear John"
- Норман Олден као Медик
- Мајкл Џ. Полард као "Пигми"
- Џоан Шоли као Мама Монахан
- Френк Максвел као Свештеник
- Гејл Ханикат као Сузи
- Дик Милер као Ригер
- Марк Кавел као "Франкенштајн"

## Производња

### Писање
Роџер Корман се заинтересовао за снимање филма о Анђелима

Он је био веома забринут што му је ћерка у филму са Hells Angels. И из неког разлога није желео да ми то спомене, па је организовао састанак са мојим другим помоћним редитељем, Полом Рапом, и рекао: "Да ли ће Ненси бити у реду?" И ми, нисмо се ни сетили да о томе размишљамо, али Пол је измислио цео низ бесмислица, као: "Па, ми имамо људе тамо, стално ћемо је штитити." Било је то само причање, али Френк је то прихватио, а Ненси је била одлична.
 – Роџер Корман о Френку Синатри, 2017.

пакла након што је видео фотографију сахране бајкера у јануарском издању часописа Life из 1966. године. Корман се обратио АИП-у, Чарлс Б. Грифит је ангажован да напише сценарио. Грифитов први нацрт био је готово неми филм који је контрастирао бајкере причом о полицајцу на мотоциклу. Корману се то није допало па је затражио од Грифита да га препише. Корман и даље није био срећан и дао га је Петру Богдановичу да га поново препише. Богданович је упознао Кормана и пристао је да напише авантуристички сценарио у стилу Лоренса од Арабије или Моста на реци Квај „само јефтиније“; Корман је накнадно зауставио тај пројекат и платио му 300 долара да ради на Wild Angels. Богдановић је касније проценио да је преписао 80% сценарија. Такође је радио као редитељ другог тима и обављао различите друге послове. Корман тврди да је цео сценарио базиран на причама које су му бајкери испричали, "иако мислим да су неке од тих прича мало увећали."
Да би истраживао филм, Корман је организовао журке за Анђеле пакла и присуствовао им заједно са Грифитом како би правили белешке. Према Корману: "Прошли смо кроз читав низ журки Анђела пакла. Куповали смо им марихуану и пиво — то су били њихови основни састојци. Тада нису узимали никакве дроге осим марихуане, а нису ни пили виски. Пиво и марихуана су били њихова ствар. И причали су нам приче о сексуалним акцијама, тучама, упадима са другим бандама."

### Избор глумаца
Џорџ Чакирис и Питер Фонда првобитно су били изабрани за главне улоге. Међутим, Чакирис није могао да вози мотоцикл па га је заменио Фонда; а Брус Дерн је преузео Фондину оригиналну улогу.
Ненси Синатра, која је добила улогу "Мајка", присетила се:
Када сам радио Wild Angels, Питер Фонда је говорио о ЛСД-у и рекао: „Хајде, Ненси, требало би да пробаш, супер је – управо сам се пробудио на полици у ормару за постељину.“ А ја сам му рекла, 'Шта? Јеси ли полудео? Не хвала.' Била сам као квадратна игла у округлој рупи, претпостављам."

## Издање
Корман је ризиковао са овом темом и сценаријем који је написан од стране Чарлса Б. Грифита, без да буде претерано графички, што се показало комерцијално успешним: The Wild Angels зарадио је 7 милиона долара у кинеским издањима у Сједињеним Државама и Канади, што је био највише зарађени филм са малим буџетом тог времена.
Филм је имао 531.240 улазница у Француској.

Филм је такође успоставио Фонду као "звезду контракултурних филмова". Током приказивања филма у биоскопима, Фонда је оптужена за поседовање марихуане, а касније је се сећао:
"Паралелно с тим, био сам на првим страницама новина јер су ме ухватили са марихуаном. То је била веома чудан низа догађаја. Роџер ме је ставио на екран као култног хероја. AIP је онда продавао постере са мојом сликом на бициклу уз дим. А полиција из Лос Анђелеса је ставила моје име у насловима, што је привукло пажњу свих оних младих људи који су се тада бавили својим проблемима, и то ме је учинило приметним."

## Пријем и наслеђе
Motion Picture Exhibitor је написао: „Много од онога што се овде дешава је одвратно и одбојно, и обични филмски гледаоци ће вероватно реаговати на тај начин. С друге стране, можда ће бити неких тинејџера који ће ово издање причврстити за своје немирне груди и прогласити ово својим симболом протеста. За њих то може постати филм за гледање. За њих, овај филм може постати филм који треба да виде. Реакција може бити веома бурна... Сигурно ће се причати о њему, али да ли ће то бити позитивно или негативно зависи од гледалаца и њихових укуса. 
Босли Краутер из Њујорк тајмса је написао: Ово је бруталан филм о бајкерској банди из Калифорније и њеним насилним дејствима... То је заиста срамота — зла прича о пијанчењу, тукама, пушењу 'пота', вандализму и силовању које изводи банда 'скакача са српом', који су очигледно ту да представљају нацистичке Hell's Angels, једну од неких нечасних банда на Западној обали. И поред неубедљивог краја и неких прилично аматерских глумаца као што су Питер Фонда и Ненси Синатра, даје прилично добру слику о томе какви су ти милитантни бајкерски култови."
Филмски критичар Леонард Малтин назвао је The Wild Angels „у реду после отприлике 24 пива “. Отворен је Венецијански филмски фестивал 1966. године, на млак одзив. У интервјуу из 2009. године, Корман је рекао Мику Гарису да је амерички Стејт департмент покушао да спречи приказивање филма у Венецији на основу тога што „није приказао Америку онакву каква јесте“, али је филм ипак тамо приказан.  Филм има 63% „Frech“ рејтинга на Rotten Tomatoes на основу 19 рецензија. 
Док је промовисао други свој контракултурални филм из 1960-их, The Trip (1967), и потписивао слике из филма The Wild Angels на којима су били Брус Дерн и он заједно на једном мотоциклу, Фонда је замислио филм Голи у Седлу.
Измењени делови дијалога из филма, из сцене где Фондаов лик Блуз објашњава свој став према животу свештенику на сахрани Лузера ("Желимо да будемо слободни. Желимо да будемо слободни да радимо шта год желимо. И желимо да се опијемо."), коришћени су на почетку песме In 'n' Out of Grace групе Mudhoney из 1989. године (са албума Superfuzz Bigmuff), синглу Loaded групе Primal Scream из 1990. године (са албума Screamadelica) и песми Ride Free из 2021. године Ерис Дру. Аудио Фондаовог говора је такође више пута коришћен у филму Едгара Рајта The World's End (2013), као и поновљен од стране лика Герија Кинга, којег тумачи Симон Пег, на крају филма. Извод овог аудио записа такође се појављује у траилеру за видео игру Need for Speed (2015).
Глумица Лора Дерн је зачетa од стране својих родитеља (Брус Дерн и Дијан Лад) док су снимали овај филм.

## Кућни медији
The Wild Angels је објављен на ДВД-у од стране MGM Home Video 1. априла 2003. године као Region 1 ширококутни ДВД као део дуплог паковања са филмом Hell's Belles. 11. септембра 2007. године објављен је као део The Roger Corman Collection (филм број седам од осам), а на Blu-ray-у од стране Olive Films (уз лиценцу од MGM) 17. фебруара 2015. године.

## Даље читање
- Fonda, Peter, Don't Tell Dad, Hyperion Books (април 1998).
- Playboy, "Playboy Interview: Peter Fonda", HMH Publishing Co., Inc., стр. 85–108, 278–79 (септембар 1970).

- Look, "Nancy-Another Swinging Sinatra", Cowles Communications, Inc., стр. 59–63 (12. јул 1966).